# Alice Archenhold

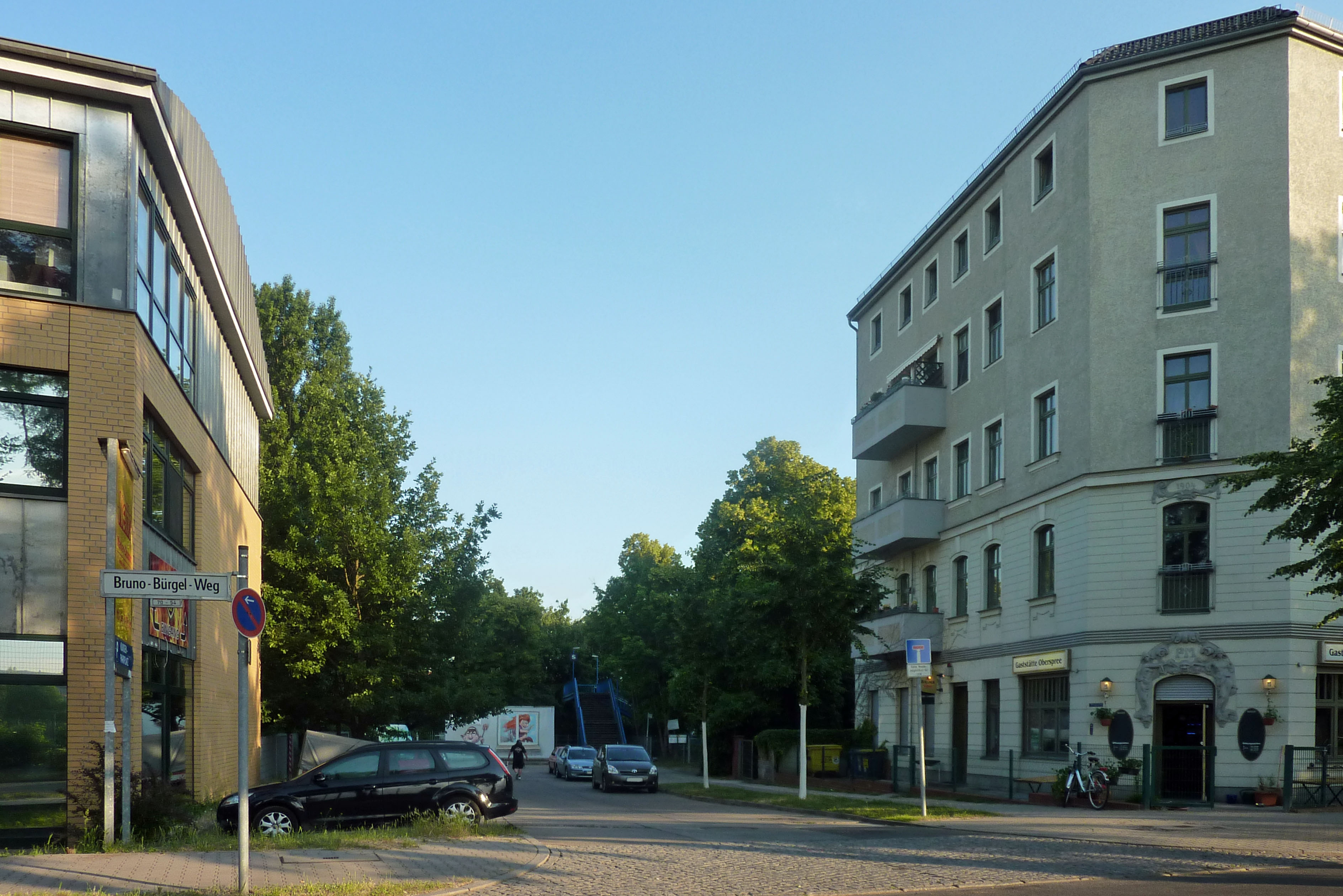
Alice-Archenhold-Weg in Berlijn-Niederschöneweide.

Alice Archenhold, geboren Markus (Wiesbaden, 27 augustus 1874 – Theresienstadt, 9 februari 1943) was een Duitse astronoom.

## Leven
Alice Markus, geboren in Wiesbaden, trouwde in juli 1897 met collega-astronoom Friedrich Simon Archenhold en woonde in Berlijn, waar haar man net het Archenhold-observatorium gebouwd had. Samen kregen ze vijf kinderen.
In de Tweede Wereldoorlog vluchtten haar zonen Günter (die later ook astronoom werd) en Horst beiden naar Engeland. Alice werd samen met haar dochter Hilde gearresteerd en gedeporteerd naar het concentratiekamp Theresienstadt in Tsjechoslowakije, waar ze op 9 februari 1943 stierf.

## Eerbetoon
Ze wordt herdacht op het graf van haar man op het Zentralfriedhof Friedrichsfelde in Berlijn. Bij haar voormalige woning op de Alt-Treptow 1, 12435 Berlin werd een stolperstein aangebracht.
In 2010 werd een straat in het Berlijnse district Treptow-Köpenick naar haar vernoemd als de Alice-Archenhold-Weg.